# Chrysocolaptes
Chrysocolaptes – rodzaj ptaków z podrodziny dzięciołów (Picinae) w obrębie rodziny  dzięciołowatych (Picidae).

## Zasięg występowania
Rodzaj obejmuje gatunki występujące w południowej i południowo-wschodniej Azji.

## Morfologia
Długość ciała 28–34 cm; masa ciała 110–233 g.

## Systematyka

### Etymologia
- Chrysocolaptes: gr. χρυσος khrusos „złoto”; κολαπτης kolaptēs „osoba posługująca się dłutem”, od κολαπτω kolaptō „dziobać”[7].
- Indopicus: łac. India „Indie”; picus „dzięcioł”[8]. Gatunek typowy: Picus sultaneus Hodgson, 1837[b].
- Reinwardtipicus: zbitka wyrazowa nazwiska Reinwardt (prof. Caspar Georg Carl Reinwardt (1773–1854), holenderski przyrodnik, kolekcjoner z Indii Wschodnich w latach 1817–1822) oraz rodzaju Picus Linnaeus, 1758 (dzięcioł)[9]. Gatunek typowy: Picus validus Temminck, 1825.
- Xylolepes: gr. ξυλον xulon „drzewo, drewno”; λεπω lepō „obierać, zdzierać korę”[10].

### Podział systematyczny
Do rodzaju należą następujące gatunki:
- Chrysocolaptes validus (Temminck, 1825) – sułtan krótkosterny
- Chrysocolaptes guttacristatus (Tickell, 1833) – sułtan indochiński
- Chrysocolaptes socialis Koelz, 1939 – sułtan indyjski
- Chrysocolaptes stricklandi (E.L. Layard, 1854) – sułtan szkarłatny
- Chrysocolaptes strictus (Horsfield, 1821) – sułtan sundajski
- Chrysocolaptes erythrocephalus Sharpe, 1877 – sułtan czerwonogłowy
- Chrysocolaptes haematribon (Wagler, 1827) – sułtan jarzębaty
- Chrysocolaptes lucidus (Scopoli, 1786) – sułtan złotogrzbiety
- Chrysocolaptes xanthocephalus Walden & E.L. Layard, 1872 – sułtan złotolicy
- Chrysocolaptes festivus (Boddaert, 1783) – sułtan białogrzbiety